# Savoir-faire
 (septembre 2008).
Le savoir-faire est la connaissance des moyens qui permettent l'accomplissement d'une tâche. Le terme équivalent anglais « know-how » est assez régulièrement utilisé, sans utilité particulière, dans la littérature technique et économique.
Le savoir-faire est différent des autres savoirs comme la connaissance scientifique car il peut être directement appliqué à une tâche. Le savoir-faire en résolution de problèmes est différent de la connaissance sur la résolution des problèmes. Par exemple, dans certains systèmes législatifs, le savoir-faire est considéré comme propriété intellectuelle de la société, et peut être transféré quand la société est achetée.
Une des limitations du savoir-faire est sa dépendance à un travail ; ainsi il tend à être moins général que la connaissance. Par exemple, un expert en informatique peut avoir la connaissance d'algorithmes dans plusieurs langages de programmation, alors qu'un programmeur en Visual Basic peut ne connaître qu'une implémentation spécifique d'un algorithme, écrit en Visual Basic. Ainsi l'expérience et le savoir-faire du programmeur Visual Basic ne peuvent être d'une valeur commerciale que dans l'environnement de ce langage.
Un des avantages du savoir-faire est qu'il peut impliquer plusieurs dimensions, comme l'expérience manuelle, l'entrainement à résoudre des problèmes, la compréhension des limites d'une solution spécifique, etc. Ainsi, le savoir-faire peut fréquemment éclipser la théorie.

## Définition légale
Le savoir-faire est un ensemble d'informations techniques secrètes, substantielles et identifiées. Il est défini de la sorte par le Règlement Européen no 316/2014 du 21 mars 2014 : « un ensemble d’informations pratiques, résultant de l’expérience et testées, qui est : i) secret, c’est-à-dire qu’il n’est pas généralement connu ou facilement accessible, ii) substantiel, c’est-à-dire important et utile pour la production des produits contractuels, et iii) identifié, c’est-à-dire décrit d’une façon suffisamment complète pour permettre de vérifier qu’il remplit les conditions de secret et de substantialité. » (article premier 1. i)).
Le savoir-faire est une notion centrale en matière de franchise, le franchiseur étant tenu de transmettre un savoir-faire à ses franchisés. L’article 1 g°) du règlement n°330/2010 du 20 avril 2010 relatif aux restrictions verticales définit le savoir-faire comme « un ensemble secret, substantiel et identifié d’information pratiques non brevetées, résultant de l’expérience du fournisseur et testées par celui-ci ». Le « savoir-faire est l’élément central des contrats de licence de savoir-faire et des contrats de franchise », qui le distingue de la plupart des contrats voisins.

## Politique de valorisation des savoir-faire
« La prise de conscience de l’importance de certains savoir-faire, de certaines techniques, tout à la fois comme ressource potentielle de développement et comme patrimoine culturel » a amené la Direction de l’architecture et du patrimoine du ministère de la Culture à faire de la connaissance et de la valorisation des savoir-faire et des techniques menacés l'un des axes importants de sa politique.

### Recherches et inventaires
Dès 1980 en France, la mission du patrimoine ethnologique incitait les organismes de recherche et de mise en valeur des cultures techniques liées à des activités artisanales et industrielles. Les opérations aidées qui ont été répertoriées portent sur des activités aussi diverses que :
- les techniques de construction ;
- la coutellerie ;
- le tissage de la soie ;
- la fabrication des peignes en corne, etc.

Ces recherches qui s’appuient sur l’analyse des processus techniques observables aujourd’hui dans des activités de production à l’échelle artisanale ou industrielle, privilégient des approches du rôle des savoir-faire et techniques « traditionnels » au regard des mutations technologiques, économiques ou sociales qui affectent des secteurs d’activité ou des métiers.
Elles tendent à répondre à deux types d’objectifs :
- approfondir, par un ensemble de recherches, la connaissance de la place, du mode de formation ou de transmission des savoirs et savoir-faire dans des activités de production ;
- mettre en place, avec les partenaires concernés, des dispositifs visant à mettre en valeur et transmettre des savoir-faire et techniques.

### Mesures d'accompagnement
Afin de développer les recherches, d’harmoniser leurs résultats, puis de les diffuser aussi largement que possible, la Mission du patrimoine ethnologique a mis en place une série de mesures d’accompagnement.
La première d’entre elles consiste à coordonner les programmes en organisant, pour une branche d’activité donnée, des programmes de recherches comparatives qui devront si possible trouver des développements sur le plan européen. On s’est efforcé, d’autre part, de mettre en place des moyens de rassembler et former les chercheurs en organisant des sessions de formation avec l’Institut du patrimoine, ou des séminaires pluridisciplinaires comme les rencontres sur « La transmission et l’apprentissage » qui furent organisées en janvier 1990 à l’abbaye de Royaumont.
Enfin, la création de bases de données bibliographiques et la réalisation de fichiers d’experts devraient aider la Mission du patrimoine à organiser et diffuser les données des recherches qu’elle a suscitées. Outre les nombreux rapports, ouvrages et articles qui sont inventoriés dans ce document, le programme « Savoir-faire et techniques » a pu donner lieu à différents types de valorisation.

### Perspectives
Sur le plan économique, la reprise de certains matériaux ou techniques traditionnels peut trouver, sous une forme adaptée et modernisée, un débouché économique.
C’est le cas de certaines techniques du bâtiment et notamment celles qui utilisent la terre crue. Ainsi, en Picardie et en Normandie, l’association Maisons paysannes de France a pu, tout en organisant des stages de formation à la fabrication et l’utilisation du torchis, participer à la mise au point d’une méthode semi-industrielle de production de ce matériau.
Dans le nord du département de l’Isère, la construction de maisons d’habitation avec différents procédés qui mettent en œuvre la terre crue (pisé, blocs comprimés…) a fait preuve des qualités de ce matériau.

## Patrimoine vivant
En France, le décret no 2006-595 du 23 mai 2006 (J.O. du 25) a créé un label Entreprise du patrimoine vivant qui permet de promouvoir le développement des entreprises possédant « un patrimoine économique, composé en particulier d'un savoir-faire rare ou ancestral, reposant sur la maîtrise de techniques traditionnelles ou de haute technicité et circonscrit à un territoire ».
Ce label est attribué par le ministre chargé des Petites et Moyennes Entreprises. La Société d’encouragement aux métiers d’art (SEMA) avait participé à son élaboration.